# Рупія морська
Рупія морська (Ruppia maritima) — вид кореневищних водних трав'янистих рослин родини рупієві (Ruppiaceae). Етимологія: лат. maritima — «морський».

## Опис
Це однорічна чи багаторічна трава. Стебла до 50 см × 0.1–0.7 мм. Листки 0.35–0.9 мм завширшки. Квітконоси до 2,6 см. Кістянки 2–2,8 мм, у тому числі дзьоб 0.4–0.65 мм, на черешках 0.3–3.5 см, асиметрично грушоподібні. Плоди поширюються у воді й усередині нутрощів риби і водоплавних птахів, які їдять їх. Також розмножуватися вегетативно, кореневищем.

## Поширення
Майже космополіт, зростає у солонуватих і прісних водно-болотних угіддях (з солоністю в діапазоні від 0 до 70‰) у помірних і тропічних регіонах Америки  (у т.ч. Вест-Індії), Євразії; Африки; Австралії, Філіппін. Не добре росте в каламутній воді або в субстратах з низьким вмістом кисню. 
Знаходиться під загрозою в місцевому масштабі через втрати місця існування від індустріалізації й сільського господарства. Прибережна меліорація — також загроза, оскільки цей вид росте в перехідних умовах між сушею і морем.

## Використання
Використовується як добриво. На рослині пасуться гуси, качки та лебеді.

## Галерея

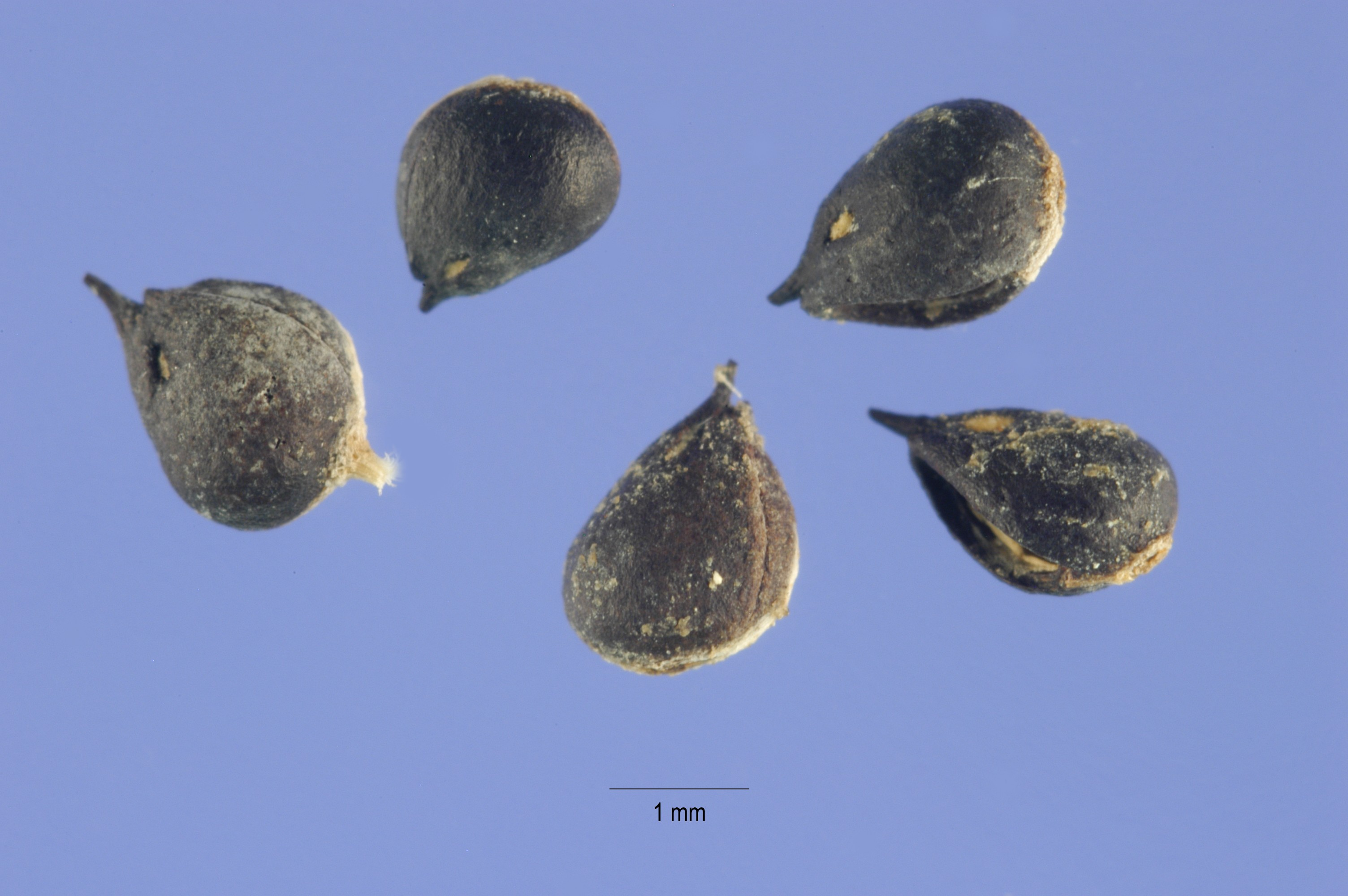
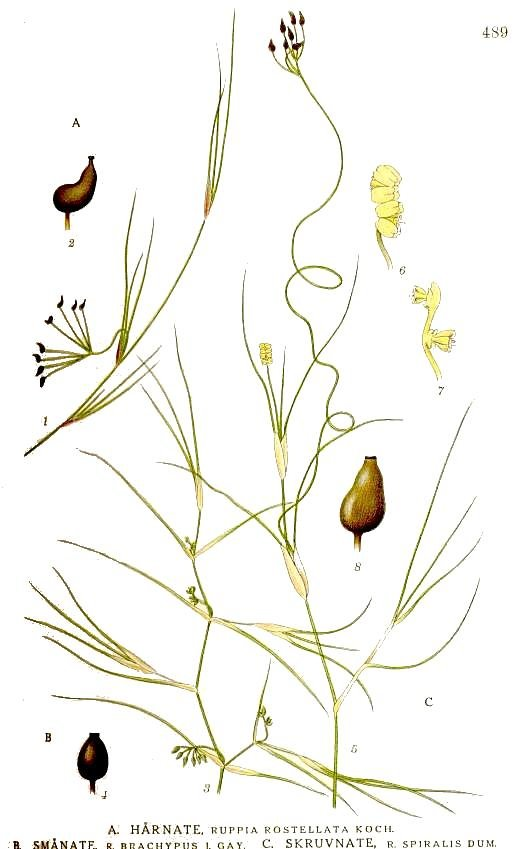